# لورا هوارد
لورا هوارد (بالإنجليزية: Laura Howard)‏ هي ممثلة بريطانية، ولدت في 1977 في تشيسوك في المملكة المتحدة.

## وصلات خارجية
- لورا هوارد على موقع IMDb (الإنجليزية)
- لورا هوارد على موقع روتن توميتوز (الإنجليزية)
- لورا هوارد على موقع ألو سيني (الفرنسية)
- لورا هوارد على موقع قاعدة بيانات الفيلم (الإنجليزية)